# Potência celular

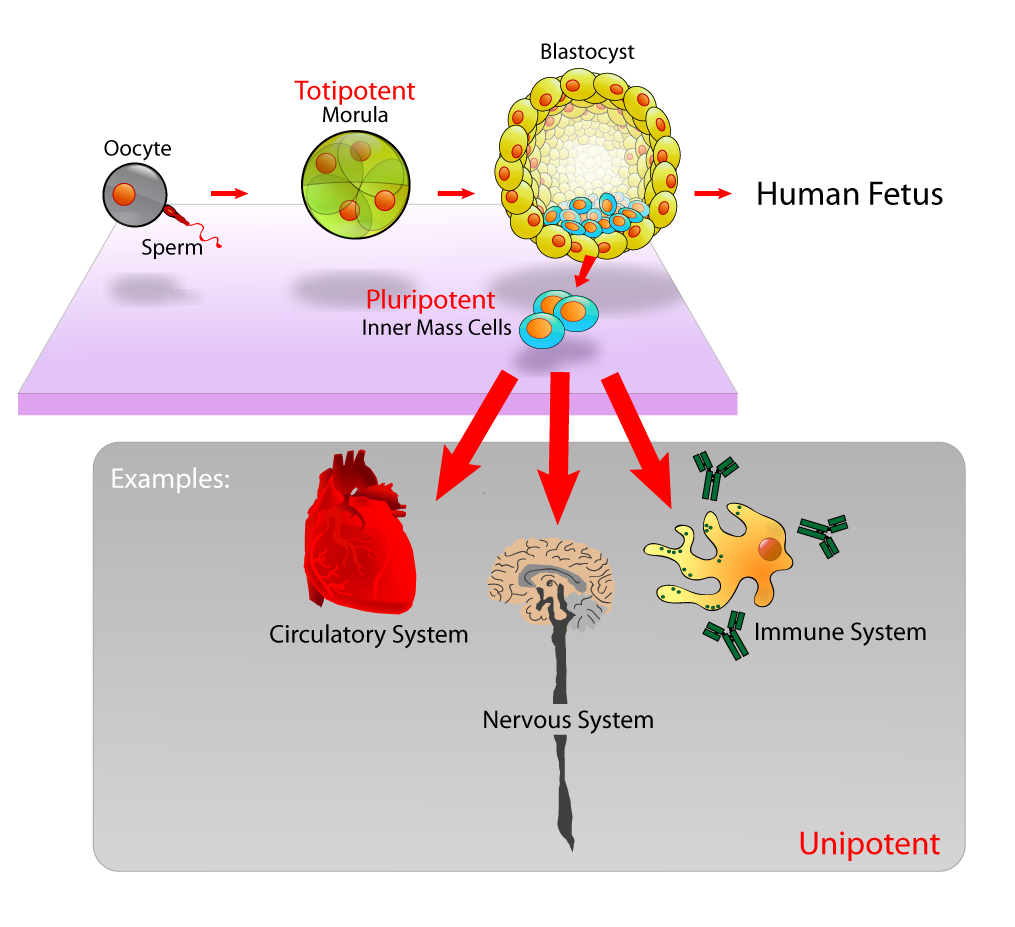
Células-tronco embrionárias pluripotentes têm origem no embrioblasto, dentro do blastocisto. As células-tronco podem dar origem a qualquer tecido do corpo, exceto a placenta. Apenas as células da mórula e blástula são totipotentes, podendo dar origem a qualquer tecido do corpo e da placenta.

Na biologia celular, a potência de uma célula especifica o seu potencial de diferenciação, ou potencial de se dividir e produzir diferentes tipos de células diferenciadas.

## Totipotência
A totipotência é a capacidade de uma única célula, geralmente uma célula-tronco, se dividir e produzir todas as células diferenciadas no organismo, incluindo os tecidos extraembrionários. As células totipotentes incluem os esporos e os zigotos. Em alguns organismos, células podem diferenciar-se e manter a totipotência. Por exemplo, uma estaquia ou callus pode ser usado para fazer crescer uma planta inteira.

O desenvolvimento humano começa quando um espermatozoide fertiliza o óvulo e cria uma única célula totipotente, o zigoto. Nas primeiras horas após a fertilização, esta célula se divide em células totipotentes idênticas, que mais tarde podem se diferenciar em qualquer um dos três tipos de folheto embrionário humano (endoderme, mesoderme e ectoderme) e em células das camadas da placenta (citotrofoblasto e sinciciotrofoblasto). Após atingir o estágio das 16 células, as células totipotentes da mórula diferenciam-se em células que eventualmente se tornam no embrioblasto ou no trofoblasto. Aproximadamente quatro dias após a fertilização e após vários ciclos de divisão celular, estas células totipotentes começam a especializar-se. O embrioblasto, a origem das células-tronco embrionárias, é pluripotente e não totipotente.

## Pluripotência

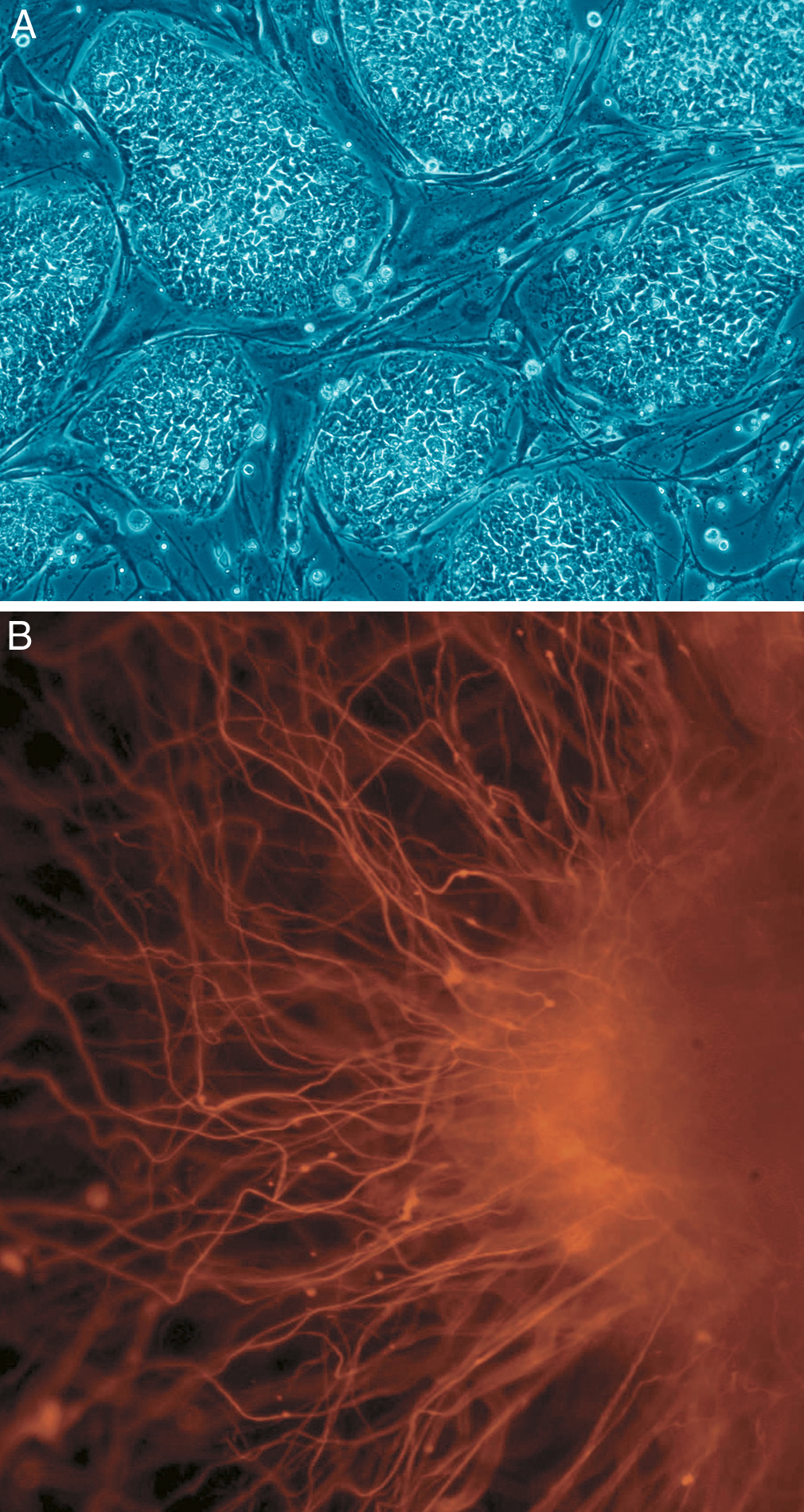
Células-tronco embrionárias humanas
A: Colónias de células que ainda não se diferenciaram.
B: Células nervosas.

Na biologia celular, a pluripotência (do latim plurimus, que significa muito, e potens, que significa possuir poder) refere-se a uma célula-tronco que possui o potencial de se diferenciar em qualquer um dos três tipos de folheto embrionário humano: endoderme (que origina o trato gastrointestinal e os pulmões), mesoderme (que origina os músculos, ossos, sangue e sistema urogenital) e ectoderme (que origina os tecidos epidermais e sistema nervoso). Células-tronco pluripotentes podem dar origem a qualquer tipo de célula fetal ou adulta, mas não podem por si próprias desenvolver-se em um organismo fetal ou adulto porque não possuem a capacidade de criar tecido extra-embrionário, como a placenta.

### Pluripotência induzida
As células-tronco pluripotentes induzidas são um tipo de células-tronco pluripontentes artificialmente derivadas de células não-pluripotentes, tipicamente de uma célula somática adulta, induzindo uma manifestação "forçada" de certos genes.

## Multipotência
Células progenitoras multipotentes são capazes de se diferenciar em um número limitado de outros tipos de células. Um exemplo de célula-tronco multipotente é a célula hematopoiética — uma célula-tronco do sangue que pode se desenvolver em diversos tipos de células sanguíneas, mas não pode se desenvolver em neurónios ou outros tipos de células. No final da longa série de divisões celulares que formam o embrião estão células que terminaram o seu processo de diferenciação, ou que se considera que se comprometeram permanentemente a um tipo específico de função. Outro exemplo são as células-tronco mesenquimatosas, que se podem diferenciar em osteoblastos, condrócitos e adipócitos.
Cientistas há muito tempo defendiam a tese de que células diferenciadas não podem ser alteradas ou induzidas a comportarem-se de qualquer outra maneira além da qual a que naturalmente se comprometeram. Novas pesquisas, entretanto, questionam esta suposição. Em recentes experiências com células-tronco, cientistas foram capazes de persuadir células-tronco sanguíneas a comportarem-se como neurónios, um processo conhecido como transdiferenciação. Os cientistas agora acreditam que a pesquisa das células-tronco poderia revelar muito mais informações vitais sobre os nossos corpos do que era anteriormente conhecido. Existem também em andamento pesquisas para avaliar a possibilidade de transformar células multipotentes em células pluripotentes.
A pluripotência induzida de células somáticas em células iPS foi originalmente saudada como o fim do controverso uso de células-tronco embrionárias. No entanto, as células iPS são altamente tumorigénicas, e apesar dos progressos verificados nunca foram aprovadas para pesquisa clínica nos Estados Unidos. Recentemente foi determinado que a expressão somática de fatores de transcrição combinados pode induzir diretamente outros destinos definidos para as células somáticas; os investigadores identificaram três fatores de transcrição específicos que podem induzir em ratos a conversão de fibroblastos em neurónios totalmente funcionais. Este resultado desafia a natureza terminal da diferenciação celular e a integridade do compromisso com a linhagem, e implica que com as ferramentas adequadas todas as células são totipotentes e podem formar qualquer tipo de tecido.

## Oligopotência
A oligopotência é a capacidade das células progenitoras se diferenciarem em diferentes tipos de células dentro de uma única linhagem. Exemplos de células-tronco oligopotentes são as células-tronco linfóides e mielóides. Exemplos de células progenitoras são as células-tronco vasculares, que possuem a capacidade de dar origem a células do endotélio ou do músculo liso.

## Unipotência
Uma célula unipotente é uma célula-tronco que possui a capacidade de se diferenciar em somente um tipo de célula. Atualmente não é claro se existem de facto células-tronco verdadeiramente unipotentes. Os hepatoblastos, que se diferenciam em hepatócitos (que constituem a maior parte do fígado) e colangiócitos (células epiteliais do canal biliar), são bipotentes. Um sinónimo muito aproximado para "célula unipotente" é célula precursora.